# Самойленко, Юрий Стефанович
Юрий Стефа́нович Само́йленко (укр. Юрій Стефа́нович Само́йленко; 17 сентября 1943 года, село Владимировка) — советский и украинский математик. Заведующий отделом функционального анализа Института математики НАН Украины с 2001 года. С 2003 года член-корреспондент Национальной академии наук Украины.

## Биография
В 1965 году закончил Днепропетровский государственный университет.
С 1967 по 1969 г. обучался в аспирантуре Института математики НАН Украины, научный руководитель — академик Ю. М. Березанский.
1970 г. — кандидат физико-математических наук, специальность — математический анализ, 010101, тема «Матричные функционалы типа функционалов Вайтмана».
1970—1975 г. — научный сотрудник Института математики НАН Украины.
1976—1989 г. — старший научный сотрудник Института математики НАН Украины.
1980—1989 г. — доцент кафедр алгебры и математического анализа Киевского Государственного Университета имени Тараса Шевченко.
1989 г. — доктор физико-математических наук, специальность — математический анализ, 010101, тема «Спектральная теория наборов самосопряженных операторов».
1989—2001 г. — ведущий научный сотрудник Института математики НАН Украины.
С 1989 г. профессор Киевского Государственного Университета имени Тараса Шевченко.
С 2001 г. заведующий отделом функционального анализа Института математики НАН Украины.
С 2003 г. член-корреспондент НАН Украины.
Ю. С. Самойленко удостоен Государственной премии Украины в области науки и техники за 2007 г. (Указ Президента Украины № 1191/2007 от 10.12.2007). Награждён Серебряной медалью имени Н. Н. Боголюбова за выдающиеся достижения в области математической науки, 27.08.2009. В 2013 за высокие трудовые достижения Самойленко Юрий Стефанович получил почетную награду Международного Академического Рейтинга «Золотая Фортуна» — Георгиевскую медаль «Честь. Слава. Труд».
Сфера научных интересов: функциональный анализ, спектральная теория операторов, теория представлений, семейства операторов и подпространств, математическая физика. Ю. С. Самойленко является одним из ведущих специалистов Украины в области алгебраических проблем функционального анализа, основателем и руководителем научной группы, достижения которой известны специалистам многих стран мира и имеют заслуженное признание. Под его руководством защищены 3 докторские и 25 кандидатских диссертаций.
Является автором около 200 научных статей, 3 монографий и нескольких учебных пособий для студентов и аспирантов. Член редакционных коллегий научных журналов: «Таврический вестник информатики и математики», «Украинский математический журнал», «Учёные записки Таврического национального университета имени В. И. Вернадского», «Доповіді Національної академії наук України», Methods of Functional Analysis and Topology, Opuscula Mathematica.